# Robert’s Coffee
Robert’s Coffee är en finländsk kaffebarfranchisingkedja. Den började 1987 som ett kafé och kafferosteri på Skatudden i Helsingfors. Sedan år 2011 har rosteriet funnits i Tolkis i Borgå. Kedjans första kaffebar i Sverige öppnades i Söderhallarna i Stockholm 1992. 
Till kedjans urval hör bland annat kaffeblandningar, espresso, koffeinfria produkter, te och originalprodukter. År 2014 köpte Paulig-koncernen kafferosteriet och varumärket Robert Paulig efter långa strider om varumärket. Robert’s Coffee kaféer hörde inte till köpet och kaffebarskedjan ägs fortfarande av Robert Pauligs familj. 
Enligt Robert’s Coffee är kedjan den största kaffebarskedjan i Norden. Kedjan har ett eget kafferosteri och egna kaffesorter. Det finns tillsammans över 100 Robert’s Coffee kaféer i Finland, Sverige, Estland, Turkiet och Singapore. 

## Varumärket i domstolar
Släkten Paulig stred om rätten att använda varumärket Paulig i domstolar i Finland under hösten 2006. Striden var en fortsättning av en konflikt när Robert Paulig sparkades från företaget år 1986. Ett år senare grundade han Robert’s Coffee. Samtidigt kom Pauligs familjeföretag överens om att Robert Pauligs företag hade rätten att använda namnet Paulig i sina produkter. 
Hösten 2006 stämdes Robert Pauligs företag av Pauligs familjeföretag. Familjeföretaget ansåg att Robert Pauligs företag bröt mot varumärkesrätten och firmanamnsrätten. Enligt familjeföretaget hade varumärkena förväxlats med varandra och kunderna visste inte längre vilka produkter som var familjeföretagets produkter och vilka produkter som tillhörde Robert Paulig. Enligt tingsrätten kunde Robert Paulig använda sitt släktnamn i sina produkter.  Senare bestämde hovrätten dock att Robert Paulig inte kan använda sloganen ”The Robert Paulig Coffee Family Products” eller kännetecknet ”Robert Paulig”. Högsta domstolen stödde hovrättens beslut och gav inget besvärstillstånd i namnstriden. Robert Pauligs företag fick dock rätt att använda namnet Robert Paulig i underskriftsformen och texten "by Robert Paulig". 